# کاکاسیاه‌ها برای همیشه
کاکاسیاه‌های برای همیشه (به انگلیسی: Niggaz4Life) دومین و آخرین آلبوم گروه موسیقی موسیقی هیپ هاپ، ان.دابلیو.ای است که در ۲۸ مه ۱۹۹۱ منتشر شد. گروه مدتی بعد از انتشار آلبوم، انحلال خود را اعلام کرد.